# Singapurische Badmintonmeisterschaft 1939/40
Die Singapurische Badmintonmeisterschaft 1939/40 fand an mehreren Terminen von August bis November 1939 statt. 

## Austragungsorte
- Clerical Union Hall

## Finalresultate
| Disziplin              | Sieger                       | Finalist                     | Ergebnis          |
| ---------------------- | ---------------------------- | ---------------------------- | ----------------- |
| Herreneinzel           | Wong Peng Soon               | S. A. Durai                  | 15–6, 15–11       |
| Dameneinzel            | Waileen Wong                 | Alice Pennefather            | 10–12, 11–3, 11–6 |
| Herrendoppel           | Wee Boon Hai Wong Chong Teck | Wong Peng Nam Wong Peng Soon | 21–7, 8–21, 21–15 |
| Mixed                  | Wong Peng Soon Waileen Wong  | Tan Chong Tee Lee Shao Meng  | 21–12, 21–3       |
| Damendoppel (Junioren) | Lilian Tan Young Sook Lin    | Hilda Schelkis Mary Goh      | 15–11, 15–10      |